# Futuro antico I
Futuro antico I è un album del 1996 di Angelo Branduardi. In questo lavoro Branduardi parte alla scoperta di musiche medievali nell'ambito sia del sacro sia del profano. I brani sono suonati con l'ensemble musicale Chominciamento di gioia; il tutto è diretto ed orchestrato con la collaborazione di Renato Serio.
L'album è il primo compreso nel progetto musicale del cantautore, volto a rielaborare antiche melodie, in parte dimenticate, adattandole ad un orecchio moderno cercando di non stravolgere l'originalità dei brani.

## Tracce
1. A l'entrada del temps clar
2. La redonda
3. Loibere risen
4. Los set goyts
5. Once I Had a Sweetheart
6. Saltarello, lamento di Tristano e Isotta (strumentale)
7. Scarborough Fair
8. Calenda Maia (Raimbaut de Vaqueiras)
9. Comment qu'à moi
10. Edi beo thu, heven quene
11. Imperaytritz de la ciutat joyosa
12. Gaudete e Personent hodie

## Musicisti
- Angelo Branduardi: voce, violino
- Cristina Scrima: flauti
- Elisabetta Di Filippo: salterio, glockenspiel, percussioni
- Olga Ercoli: arpe
- Luigi Polsini: viella, ribeca, liuto, viola da gamba
- Gianfranco Russo: viella, lyra, simphonia, flauti dritti, cromorni
- Marco Salerno:  liuto, saz, cornetto
- Pier Carlo Zanco: violone, percussioni
- Renato Serio: direttore